# Nazionali femminili di pallavolo asiatiche e oceaniane
Le nazionali femminili di pallavolo asiatiche e oceaniane sono squadre nazionali poste sotto l'egida dell'Asian Volleyball Confederation: queste nazionali partecipano sia agli eventi continentali organizzati dall'AVC sia a quelli organizzati dalla FIVB.
Tutte le nazionali appartengono geograficamente all'Asia e all'Oceania. Dato il numero elevato di squadre, queste sono state divise in 5 gruppi a seconda della zona di provenienza.
Tra le squadre più titolate la Cina e il Giappone che hanno segnato la storia della pallavolo con il gioco veloce e di ricezione, mentre in secondo piano la Thailandia, la Corea del Sud e Taipei cinese. Le rimanenti squadre si trovano nelle zone basse del ranking mondiale o addirittura non vi sono inserite.

## Squadre

### Asia occidentale
| - Arabia Saudita - Bahrein - Emirati Arabi Uniti - Giordania - Iraq - Kuwait - Libano - Oman - Palestina - Qatar |  | - Siria - Yemen |

### Asia centrale
| - Afghanistan - Bangladesh - Bhutan - India - Iran - Kazakistan - Kirghizistan - Maldive - Nepal - Pakistan |  | - Sri Lanka - Tagikistan - Turkmenistan - Uzbekistan |

### Asia orientale
- Cina
- Corea del Nord
- Corea del Sud
- Hong Kong
- Giappone
- Macao
- Mongolia
- Taipei cinese

### Asia del sud-est
- Brunei
- Cambogia
- Filippine
- Indonesia
- Laos
- Malaysia
- Birmania
- Singapore
- Thailandia
- Timor Est
- Vietnam

### Oceania
| - Australia - Figi - Guam - Kiribati - Isole Cook - Isole Marianne Settentrionali - Isole Salomone - Isole Marshall - Micronesia - Nauru |  | - Niue - Nuova Zelanda - Palau - Papua Nuova Guinea - Polinesia francese - Samoa - Samoa Americane - Tonga - Tuvalu - Vanuatu |

## Ranking
| Ranking asiatico nazionali femminili agg. al 16 aprile 2024 |               |        |               |
| Posiz                                                       | Nazione       | Punti  | World Ranking |
| 1                                                           | Cina          | 329.65 | 6             |
| 2                                                           | Giappone      | 305.09 | 9             |
| 3                                                           | Thailandia    | 222.00 | 13            |
| 4                                                           | Kazakistan    | 111.25 | 32            |
| 5                                                           | Vietnam       | 94.82  | 39            |
| 6                                                           | Corea del Sud | 93.72  | 40            |
| 7                                                           | Taipei cinese | 89.16  | 44            |
| 8                                                           | Indonesia     | 47.97  | 55            |
| 9                                                           | Iran          | 46.64  | 57            |
| 10                                                          | Australia     | 44.12  | 59            |
| 11                                                          | India         | 40.19  | 62            |
| 12                                                          | Filippine     | 39.91  | 63            |
| 13                                                          | Macao         | 39.83  | 64            |
| 14                                                          | Hong Kong     | 38.47  | 66            |
| 15                                                          | Mongolia      | 24.53  | 71            |
| 16                                                          | Uzbekistan    | 5.86   | 73            |